# 杜鲁-韦里纳格
杜鲁-韦里纳格（Duru-Verinag），是印度查谟-克什米尔邦Anantnag县的一个城镇。总人口16727（2001年）。

## 人口
该地2001年总人口16727人，其中男性9004人，女性7723人；0—6岁人口1885人，其中男942人，女943人；识字率49.03%，其中男性为59.86%，女性为36.40%。